# 科学公园站
科学公园站（英語：Science Park station）是波士顿马萨诸塞湾交通局轻轨绿线高架车站，车站标志牌标志为。科学公园站位于波士顿旧查尔斯河大坝末端的莱弗里特环岛正中央，是纳什厄街与斯托罗车道交汇处。波士顿北站与莱希米尔站之间由莱希米尔高架连接，科学公园站位于这两站之间。截至2015年，只有轻轨绿线E支线列车途径科学公园站。车站附近步行可到波士顿科技馆，周围地段被称作科学公园。

## 历史

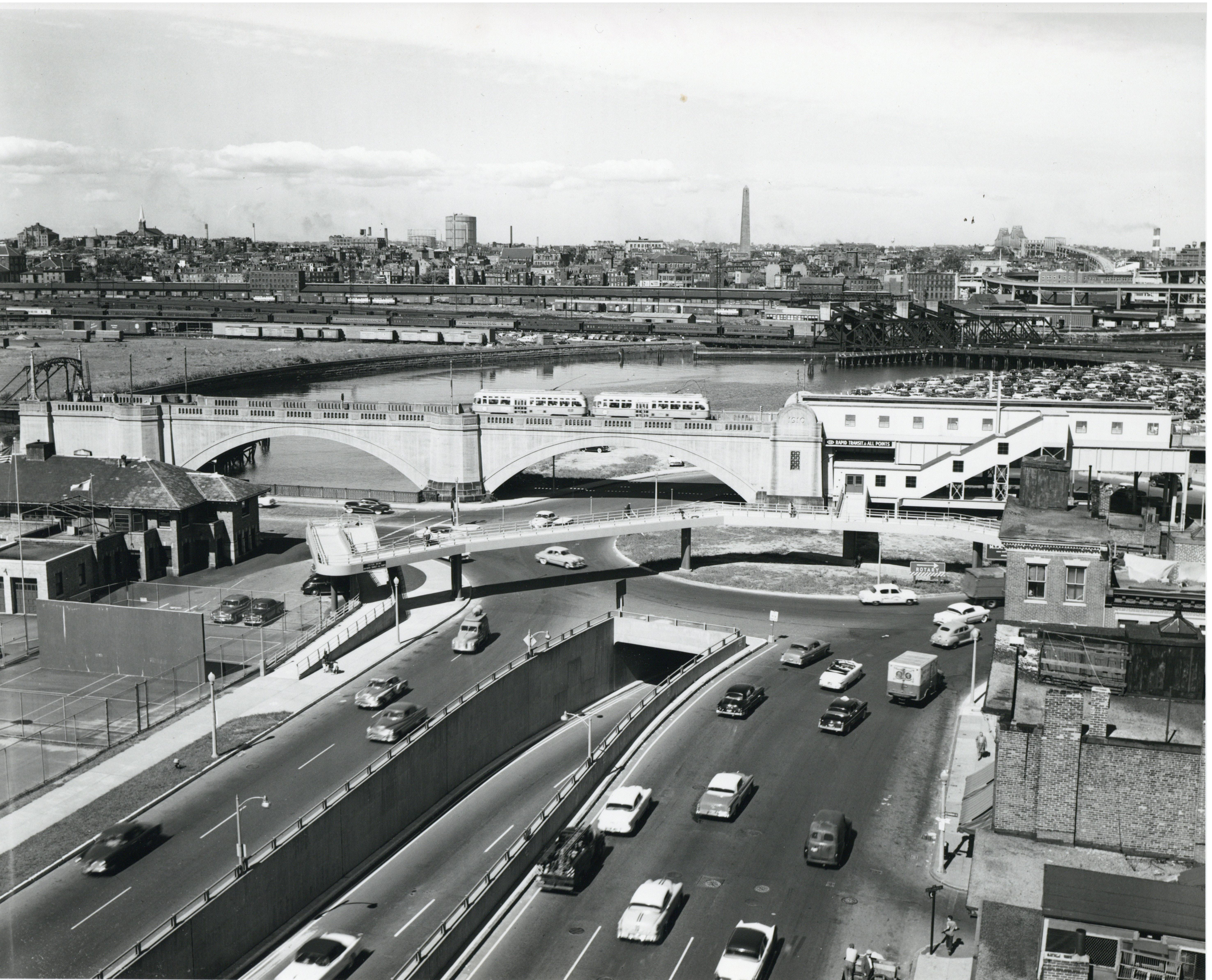
1955年8月车站刚启用时的照片

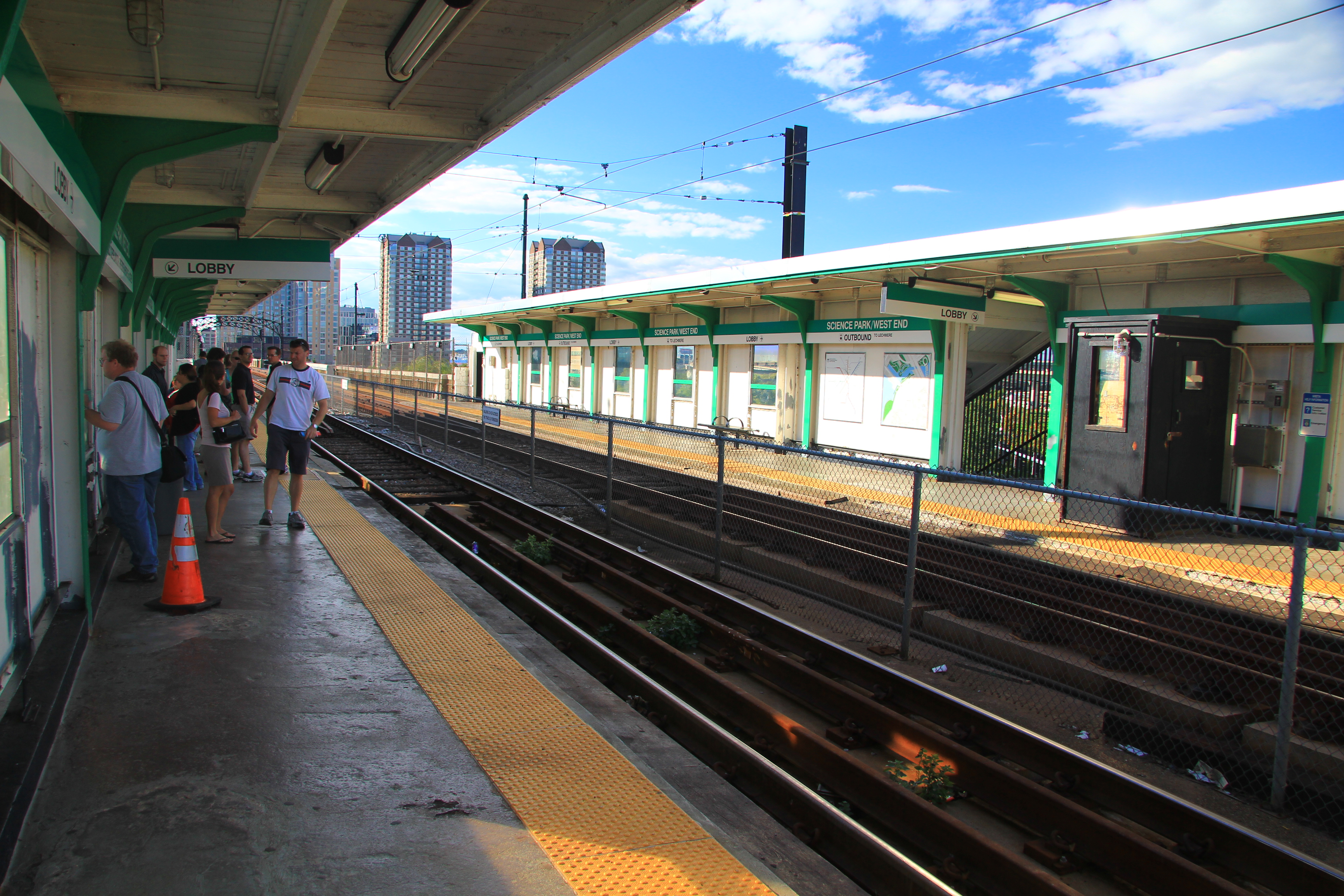
翻新前的科学公园站

莱希米尔高架与1912年6月建成并通车。高架将萨默维尔、剑桥、查尔斯顿与波士顿连接在一起，有轨电车可以方便前往波士顿市区。1930年7月，拥有封闭换乘区域的莱希米尔站竣工，1955年8月20日科学公园站竣工并开放运行。车站以附近于1951年新建成的波士顿科技馆命名。
2009年1月21日，车站名改为科学公园/西端站，但是公共交通地图上依旧使用原先简短的名字。
2011年4月30日，科学公园站和莱希米尔站暂时关闭进行翻新。在翻新工程中对高架站台进行重建，并为车站新增电梯。
由于施工期间车站关闭，工程不受乘客影响，比预计时间早6个月完成。为方便乘客出行，交通局开通临时摆渡车往返于这两站和波士顿北站。2011年11月5日，科学公园站翻新工程结束，车站重新开放。
截至2015年，只有绿线E支线列车经停科学公园站。2021年绿线延长线工程完工后，绿线D支线延长至大学大道站并经停此站。与此同时，绿线E支线延伸至联合广场站。除此以外，B支线、C支线或D支线可能会暂时延长至莱希米尔站，以补偿工程延误所带来的空气质量问题。

## 车站结构
波士顿地铁系统只有几个车站是架高车站，科学公园站就是其中之一。除了科学公园站，波士顿地铁蓝线的比奇蒙特站、橙线的莫尔登中心站、红线的沃拉斯顿站、查尔斯／麻省总医院站和菲尔兹角站也为架高车站。波士顿曾经由很多架高铁路线，但由于种种原因偏好地铁和地面线路，波士顿的这些架高线路不是被拆除就是被改造成了地铁。由于车站附近交通十分繁忙，科学公园站没有任何公交换乘。
| 1F | 侧式站台，右侧开门 | 侧式站台，右侧开门      |
| 1F | 南行               | 往希思街 （波士顿北站） |
| 1F | 北行               | 往莱希米尔 （终点站）   |
| 1F | 侧式站台，右侧开门 |                         |
| G  | 地面               | 出入口、检票区          |